# Maria Mercè Delmàs Ferreri
Maria Mercè Delmàs Ferreri (Barcelona, 1909 - Lleida, 1995) fou una dirigent catòlica que participà en la Germandat Obrera d'Acció Catòlica (HOAC).

## Biografia
Nascuda en una família de farmacèutics, de jove va treballar com a administrativa. Durant el franquisme va participar activament en els moviments catòlics obrers i de base, i arribà a ocupar càrrecs directius a nivell provincial, espanyol i europeu.
Inicià la seva carrera en l'Acció Catòlica com a delegada d'aspirants. Entre els anys 1941 i 1953 va ser la presidenta del Consell Diocesà de la Joventut Femenina de l'Acció Catòlica de Lleida. El 1953 va passar a la branca de Dones i, el mateix any, va ser la primera vocal de la secció femenina de la "Hermandad Obrera de Acción Católica" (HOAC). El 1956 n'ocupà la presidència.
El 1960 hagué de traslladar-se a Madrid per formar part de la Comissió Nacional de l'HOAC femenina, en representació de Catalunya i Aragó. Aquest fet li va permetre entrar en contacte amb representants del moviment catòlic d'altres països. Així va formar part de les delegacions espanyoles que assistiren a diversos congressos internacionals. La podem trobar com a ponent en el cinquè Congrés de la Federació Internacional de Moviments Obrers Catòlics (FIMOC), que va tenir lloc a Roma l'any 1961, i també com a membre de la representació espanyola en l'Assemblea Constitutiva del Moviment Mundial de Treballadors Cristians (Roma, 1966).
Tota aquesta activitat li va permetre ser presidenta de la Comissió Femenina de la FIMOC (Brussel·les, 1962). Durant la dècada dels anys seixanta també va haver una altra lleidatana en la direcció internacional d'aquest moviment. La infermera Maria Dolors Sabaté Andreu (coneguda com a Lolín) va ocupar, entre altres càrrecs, la secretaria adjunta del Moviment Mundial de Treballadors Cristians (1967-1971).